# Punt van Hofstadter

Animatie die de Hofstadterpunten in beeld brengt

De punten van Hofstadter zijn twee driehoekscentra vernoemd naar Douglas Hofstadter. Ze zijn ontstaan door het generaliseren van de driehoek van Morley. De driehoek van Morley is een jacobi-driehoek met
{\displaystyle {\frac {\phi _{A}}{\alpha }}={\frac {\phi _{B}}{\beta }}={\frac {\phi _{C}}{\gamma }}=-{\frac {1}{3}}},
waarin α, β en γ de hoeken van driehoek ABC representeren. Dit werd door Hofstadter gegeneraliseerd tot
{\displaystyle {\frac {\phi _{A}}{\alpha }}={\frac {\phi _{B}}{\beta }}={\frac {\phi _{C}}{\gamma }}=-t}.
De meetkundige plaats van perspectiviteitscentra van deze driehoeken wordt wel de Hofstadter locus genoemd. Deze meetkundige plaats kent limietpunten voor t=0 en t=1.
- Het Hofstadter nul-punt is het limietpunt voor t=0. Het heeft kimberlingnummer X(360) en barycentrische coördinaten {\displaystyle \left(\alpha :\beta :\gamma \right)}.
- Het Hofstadter één-punt is het limietpunt voor t=1. Het heeft kimberlingnummer X(359) en barycentrische coördinaten {\displaystyle \left({\frac {a^{2}}{\alpha }}:{\frac {b^{2}}{\beta }}:{\frac {c^{2}}{\gamma }}\right)}.

Deze twee punten van Hofstadter zijn elkaars isogonale verwanten.